# منظمة (المياه أولا) الدولية
منظمة (المياه أولاً) الدولية منظمة غير ربحية هدفها الأساسي مساعدة الناس في المدن الفقيرة لتنفيذ مشاريع الصرف الصحي والتثقيف الصحي.تعمل المنظمة من خلال المنظمات الشريكة محلياً لدعم تنفيذ المشاريع التي تشمل: توفير المياه الصالحة للشرب، التثقيف الصحي، المراحيض الصحية والتي يستند إليها في سياتل / واشنطن وقد دعمت المنظمة بناء 515 شبكة للمياه في الهند، بنغلادش، أثيوبيا والهندوراس والتي استفاد منها 63000 شخص. وقد التزمت المنظمة بتمويل 75 مشروع وخدمات إضافية ل 15000 شخص في 2010. ومن أجل المساعدة في ضمان الاستدامة الطويلة الأمد للمجتمعات التي تدعمها المنظمة فهم يشاركون في كل خطوة من خطوات التخطيط وتنفيذ وتمويل المشاريع.
المنظمة العضو الأول في ائتلاف نهاية الفقر المائي والمؤيدين المدافعين عن المياه.
في 2008 أطلقت المنظمة حدثاً جديداً يسمى carry5 . Carry5 تسير قدماً لزيادة الوعي في الأزمة العالمية للمياه والأموال اللازمة لدعم تنفيذ المشاريع. في 10/2009 كان هناك عدة أعمال ل carry5 في سياتل وغيرها من المواقع في جميع أنحاء العالم.
وتعمل المنظمة مع المدارس من أجل توعية الأطفال حول الأزمة العالمية للمياه. وكجزء من هذا الجهد فقد نجحوا في إنشاء مكتبة للوسائط على موقعهم في الإنترنت واليوتيوب.

## وصلات خارجية
- Water 1st - الموقع الرسمي
- The WaterLog - blog
- Water 1st International at IRC Water and Sanitation Centre
- أخبار الـABC, قناة 15 (Phoenix) Walk in Tempe aims to help give clean water around the globe - آذار22, 2010
- Arizona Daily Star UA event highlights water issues - أيار 4, 2009
- Seattle Post-Intelligencer Quenching the thirst: Seattle brings the most precious liquid abroad - آذار22, 2008
- The Chronicle of Philanthropy Charity Hopes to Put an End to Villages' Water Woes - October 18, 2007
- Puget Sound Business Journal Water 1st makes grants to help groups that help themselves- November 17, 2006
- World Water Day 2007 video clip - Water 1st participates in March 22, 2007 Walk for Water on يوم الماء العالمي
- ParentMap magazine A heartbreaking need for clean water - April 1, 2007